# Indické číslice
Indické číslice jsou symboly reprezentující číslice v Indii. Tyto číslice se obvykle používají v kontextu desítkové indicko-arabské číselné soustavy a jsou odlišné, i když spřízněné, od arabských číslic.

## Dévanágarské číslice a jejich hindská a sanskrtská jména
Níže je uveden seznam indických číslic ve své moderní dévanágarské formě, odpovídající "arabské" (evropské) ekvivalenty, jejich hindská a sanskrtská výslovnost a překlady do některých jazyků.
| moderní dévanágarské | arabské | hindské jméno pro základní číslici | sanskrtské slovo pro základní číslici (kmen) | příbuzná slova v jiných Indoevropských jazycích                                                                    |
| -------------------- | ------- | ---------------------------------- | -------------------------------------------- | --- |
| ०                    | 0       | šúnja (शून्य)                        | šúnja (शून्य)                                  | šunno (bengálsky, siletsky)                                                                                        |
| १                    | 1       | ék (एक)                            | éka (एक)                                     | jek (persky) æk (bengálsky) ekh (siletsky)                                                                         |
| २                    | 2       | dó (दो)                             | dvi (द्वि)                                     | do (persky), dva (rusky) due (italsky) tveir (stará severština) dui (bengálsky, siletsky)                          |
| ३                    | 3       | tín (तीन)                           | tri (त्रि)                                     | tri (rusky) trè (italsky) three (anglicky) tin (bengálsky, siletsky)                                               |
| ४                    | 4       | čár (चार)                           | čatur (चतुर्)                                  | čahár (persky) katër (albánsky) quattro (italsky) četiri (bosensky) četyre (rusky) čár (bengálsky) sair (siletsky) |
| ५                    | 5       | pánč (पाँच)                          | paňča (पञ्च)                                  | pandž (persky) pjať (rusky) penki (litevsky) pięć (polsky) pánč (bengálsky) fas (siletsky)                         |
| ६                    | 6       | čhe (छः)                            | šaš (षष्)                                     | šeš (persky) seis (španělsky) seis (portugalsky) čhoe (bengálsky) soe (siletština)                                 |
| ७                    | 7       | sát (सात)                           | sapta (सप्त)                                  | sette (italsky) sept (francouzsky) sete (portugalsky) šát (bengálsky, siletsky)                                    |
| ८                    | 8       | áṭh (आठ)                           | ašṭa (अष्ट)                                   | hašt (persky) astoņi (lotyšsky) åtte (norsky) át (bengálsky, siletsky)                                             |
| ९                    | 9       | nau (नौ)                            | nava (नव)                                    | naw (velšsky) nove (italsky) noh (persky) noe (bengálsky, siletsky)                                                |

Díky tomu, že sanskrt je indoevropský jazyk, je zřejmé (jak je také patrné z tabulky), že slova pro čísla se podobají řeckým a latinským. Slovo pro nulu "šúnja" bylo přeložena do arabštiny jako "صفر" "sifr", tedy "nic", které se stalo slovem "zero" v mnoha evropských jazycích ze středověké latiny zephirum . 

## Další severoindická písma
Pět indických jazyků (hindština, maráthština, konkánština, nepálština a sám sanskrt), které si přizpůsobily dévanágarské písmo pro své použití, také přirozeně využily číselné symboly zobrazené výše. Jména pro čísla se samozřejmě liší podle jazyků. Níže uvedená tabulka uvádí výčet použitých symbolů v různých moderních indických písmech v porovnání s hindsko-arabskými a východ arabský číslicemi pro čísla od nuly do devíti:
| arabské číslice                  | 0 | 1 | 2 | 3 | 4 | 5 | 6 | 7 | 8 | 9 | česky                   |
| arabské číslice (východoarabské) | ٠ | ١ | ٢ | ٣ | ٤ | ٥ | ٦ | ٧ | ٨ | ٩ | arabsky                 |
| -------------------------------- | - | - | - | - | - | - | - | - | - | - | ----------------------- |
| bengálsko-ásámské číslice        | ০ | ১ | ২ | ৩ | ৪ | ৫ | ৬ | ৭ | ৮ | ৯ | bengálština a ásámština |
| gudžarátské číslice              | ૦ | ૧ | ૨ | ૩ | ૪ | ૫ | ૬ | ૭ | ૮ | ૯ | gudžarátština           |
| paňdžábské číslice               | ੦ | ੧ | ੨ | ੩ | ੪ | ੫ | ੬ | ੭ | ੮ | ੯ | paňdžábština (Indie)    |
| urijské číslice                  | ୦ | ୧ | ୨ | ୩ | ୪ | ୫ | ୬ | ୭ | ୮ | ୯ | urijština               |
| číslice lepčského písma          |   |   |   |   |   |   |   |   |   |   | Nepál, Sikkim a Bhútán  |

## Jihoindická písma
| telugské číslice             | ౦ | ౧ | ౨ | ౩ | ౪ | ౫ | ౬ | ౭ | ౮ | ౯ | telugština     |
| kannadské číslice            | ೦ | ೧ | ೨ | ೩ | ೪ | ೫ | ೬ | ೭ | ೮ | ೯ | kannadština    |
| tamilské a granthské číslice | ௦ | ௧ | ௨ | ௩ | ௪ | ௫ | ௬ | ௭ | ௮ | ௯ | tamilština     |
| Malajálamské číslice         | ൦ | ൧ | ൨ | ൩ | ൪ | ൫ | ൬ | ൭ | ൮ | ൯ | malajálamština |

Tamilské a malajálamské písmo má také odlišnou formu zápisu pro číslice 10, 100, 1000 a to malajálamské ௰, ௱, ௲ a v tamilštině ൰, ൱, ൲.